# Nelly Sachs
Nelly Sachs (Berlín, Imperio alemán, 10 de diciembre de 1891 - Estocolmo, Suecia, 12 de mayo de 1970) fue una escritora y poeta alemana, ganadora del premio Nobel de Literatura en 1966.

## Biografía
Nacida en una familia judeo-alemana, empezó a escribir a los diecisiete años, y durante su primera etapa se dedicó especialmente a la poesía romántica. Durante la Segunda Guerra Mundial se exilió en Suecia, donde fue recibida por la escritora, también premio Nobel, Selma Lagerlöf. Desde entonces su obra giró en torno al tema judío.
Leonie Sachs nació en Berlín, Imperio alemán, el 10 de diciembre de 1891 como hija única de una familia judía. Sus padres eran los ricos fabricantes de caucho Georg William Sachs (1858-1930) y su esposa Margarete, de soltera Karger (1871-1950). Fue educada en casa debido a su frágil salud. Mostró tempranos signos de talento como bailarina, pero sus padres protectores no la alentaron a seguir una profesión. Creció como una joven muy protegida e introvertida y nunca se casó. Mantuvo una extensa correspondencia con sus amigas Selma Lagerlöf y Hilde Domin. A medida que los nazis tomaron el poder, se aterrorizó cada vez más, en un momento perdió la capacidad de hablar, como recordaría en verso: "Cuando llegó el gran terror/me quedé muda". Sachs huyó con su anciana madre a Suecia en 1940. Fue su amistad con Lagerlöf lo que les salvó la vida: poco antes de su propia muerte, Lagerlöf intervino ante la familia real sueca para asegurar su liberación de Alemania. Sachs y su madre escaparon en el último vuelo de la Alemania nazi a Suecia, una semana antes de que Sachs tuviera previsto presentarse en un campo de concentración. Se establecieron en Suecia y Sachs se convirtió en ciudadana sueca en 1952.
Sachs vivió en un pequeño apartamento de dos habitaciones en Estocolmo, donde cuidó sola de su madre durante muchos años y se mantuvo con traducciones entre el sueco y el alemán. Después de la muerte de su madre, Sachs sufrió varias crisis psicóticas,[cita requerida] caracterizadas por alucinaciones, paranoia y delirios de persecución por parte de los nazis, y pasó varios años en una institución mental. Continuó escribiendo mientras estaba hospitalizada y finalmente se recuperó lo suficiente como para vivir por su cuenta, aunque su salud mental siguió siendo frágil. Su peor crisis fue ostensiblemente precipitada por escuchar alemán hablado durante un viaje a Suiza para aceptar un premio literario. Pero mantuvo una actitud indulgente hacia los alemanes más jóvenes y se carteó con muchos escritores de habla alemana del período de posguerra, incluidos Hans Magnus Enzensberger e Ingeborg Bachmann.

## Paul Celan y la poesía lírica
En el contexto de la Shoah, su profunda amistad con el poeta "hermano" Paul Celan se destaca hoy en día. Su vínculo fue descrito en uno de los poemas más famosos de Celan, "Zürich, Zum Storchen" ("Zúrich, la posada de la cigüeña"). Sachs y Celan compartieron el Holocausto y el destino de los judíos a lo largo de la historia, su interés en las creencias y prácticas judías y cristianas y sus modelos literarios; su imaginería era a menudo notablemente similar, aunque se desarrolló de forma independiente. Su amistad fue de apoyo durante los conflictos profesionales. Celan también sufrió luchas artísticas internas (las acusaciones de plagio de Claire Goll) durante un período de frustración con la recepción de su trabajo. Cuando Sachs conoció a Celan, se vio envuelta en una larga disputa con el compositor judío-finlandés Moses Pergament sobre su adaptación de su obra «Eli: Ein Mysterienspiel vom Leiden Israels». En Celan encontró a alguien que comprendía su ansiedad y sus dificultades como artista.
La poesía de Sachs es intensamente lírica y refleja cierta influencia del romanticismo alemán, especialmente en sus primeros trabajos. La poesía que escribió cuando era joven en Berlín está más inspirada por el cristianismo que por el judaísmo y hace uso de imágenes y temas románticos tradicionales. Gran parte de ella trata sobre una infeliz relación amorosa que Sachs sufrió en su adolescencia con un hombre no judío que finalmente sería asesinado en un campo de concentración. Después de que Sachs se enteró de la muerte de su único interés amoroso, vinculó su destino con el de su pueblo y escribió muchas letras de amor que terminaban no solo con la muerte del amado, sino con la catástrofe del Holocausto. La propia Sachs ya no llora como una amante abandonada, sino como una personificación del pueblo judío en su conflictiva relación con la historia y Dios. Su fusión de dolor con elementos sutilmente románticos está en consonancia con la imaginería de la cábala, donde la Shekhinah representa la presencia de Dios en la tierra y llora la separación de Dios de su pueblo en su sufrimiento. De este modo, el romanticismo de Sachs le permitió evolucionar conscientemente de escritora alemana a judía, con el correspondiente cambio en su lenguaje: todavía florido y convencional en algunos de sus primeros poemas sobre el Holocausto, se vuelve cada vez más comprimido y surrealista, volviendo a una serie de las mismas imágenes y tropos (polvo, estrellas, aliento, piedras y joyas, sangre, bailarines, peces sufriendo fuera del agua, locura y amor siempre frustrado) de maneras que a veces son comprensibles solo para sus lectores, pero siempre conmovedoras y perturbadoras. Aunque Sachs no se parece a muchos autores, parece haber sido influenciada por Gertrud Kolmar y Else Lasker-Schüler, además de Celan.
En 1961, Sachs ganó el primer Premio Nelly Sachs, un galardón literario que otorga cada dos años la ciudad alemana de Dortmund y que lleva su nombre. La ciudad encargó a Walter Steffens que compusiera la ópera Eli, basada en su misterio, que se estrenó en la nueva ópera en 1967. Cuando, junto con Shmuel Yosef Agnon, recibió el Premio Nobel de Literatura en 1966, observó que Agnon representaba a Israel, mientras que "yo represento la tragedia del pueblo judío". Leyó su poema "In der Flucht" en la ceremonia.
Sachs murió de cáncer colorrectal en 1970. Fue enterrada en la Norra Begravningsplatsen de Estocolmo. Sus posesiones fueron donadas a la Biblioteca Nacional de Suecia.

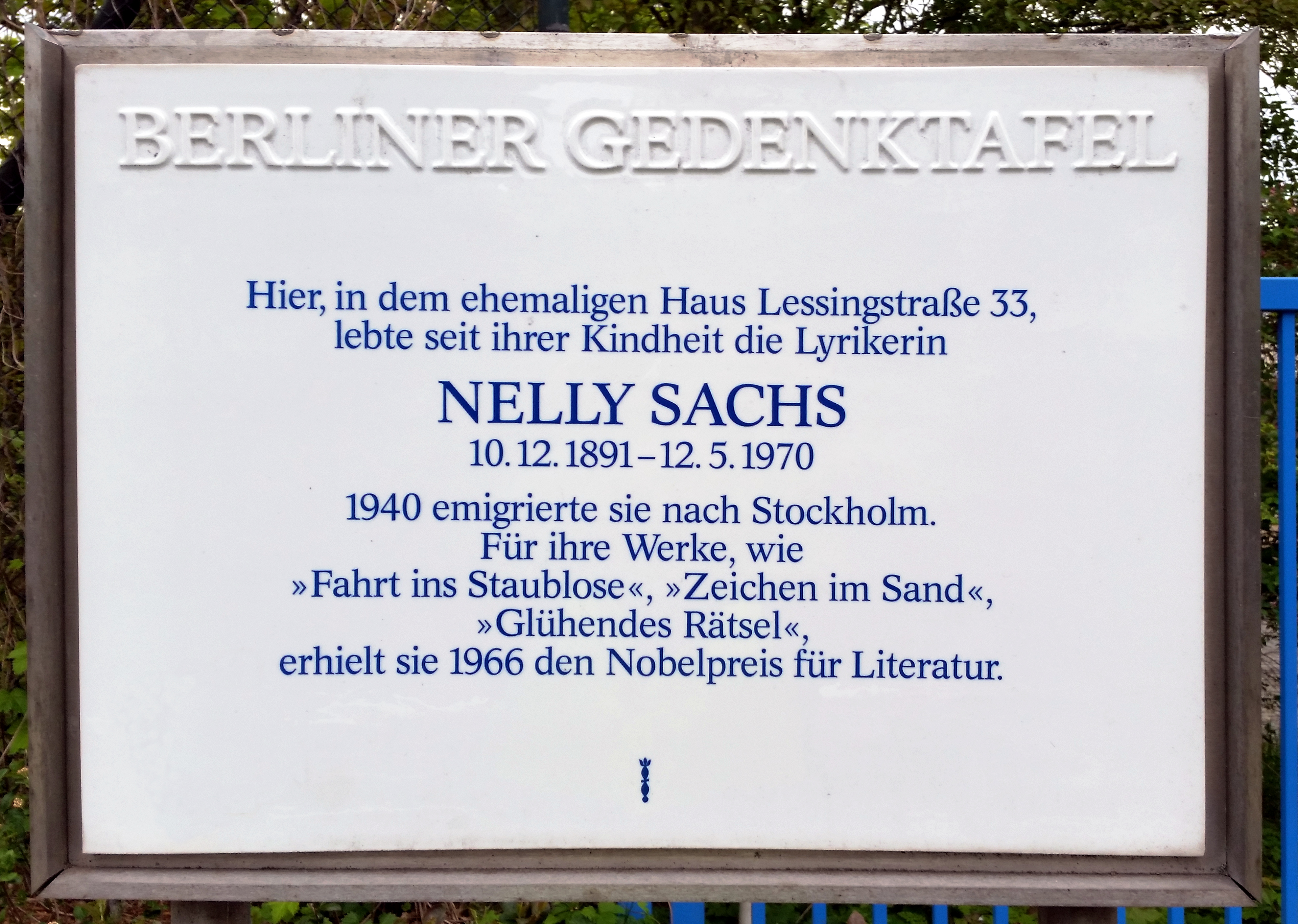
Una placa conmemorativa de Berlín en el sitio de la antigua casa de Sachs en Lessingstraße, Hansaviertel, Berlín.

Una placa conmemorativa recuerda su lugar de nacimiento, Maaßenstraße 12, en Schöneberg, Berlín, donde también hay un parque que lleva su nombre en Dennewitzstraße. Un parque en la isla de Kungsholmen en Estocolmo también lleva su nombre.

## Reconocimiento
En 1966 le fue concedido el Premio Nobel de Literatura.

### Obras
- In den Wohnungen des Todes. Mit Zeichnungen von Rudi Stern. Aufbau-Verlag, Berlin 1947
- Sternverdunkelung. Gedichte. Bermann-Fischer/Querido, Amsterdam 1949
- Eli. Ein Mysterienspiel vom Leiden Israels. Forssell, Malmö 1951 (Einmalige Auflage von 200 nummerierten und von der Dichterin signierten Exemplaren)
- Die Leiden Israels. 1951
- Und niemand weiß weiter. Gedichte. 1957
- Flucht und Verwandlung. Gedichte. 1959
- Fahrt ins Staublose. Gedichte. Suhrkamp, Fráncfort del Meno, 1961
  - Daraus Chor der Geretteten. En: Andreas Lixl-Purcell (ed.): Erinnerungen deutsch-jüdischer Frauen 1900–1990. Reclam, Leipzig, 1992, ISBN 3-379-01423-0, pp. 380-381
- Zeichen im Sand. Die szenischen Dichtungen. Suhrkamp, Fráncfort del Meno, 1962
- Das Buch der Nelly Sachs. Editado por Bengt Holmqvist. Suhrkamp, Fráncfort del Meno, 1968 (reedición 1977)
- Suche nach Lebenden. Suhrkamp, Fráncfort del Meno, 1971 (reedición 1988)
- Ausgewählte Gedichte. 1963
- Glühende Rätsel. Insel, Fráncfort del Meno, 1964/1968 (edición ampliada)
- Landschaft aus Schreien. 1966
- Teile dich Nacht. Gedichte. 1971
- Gedichte. 1977
- Frühe Gedichte und Prosa. 1983
- Nelly Sachs – Werke. Kommentierte Ausgabe in vier Bänden.[7]
  - Band I: Gedichte 1940–1950. Editado por Matthias Weichelt. Suhrkamp, Berlín 2010, ISBN 978-3-518-42156-7
  - Band II: Gedichte 1951–1970. Editado por Ariane Huml y Matthias Weichelt. Suhrkamp, Berlín, 2010, ISBN 978-3-518-42157-4
  - Band III: Szenische Dichtungen. Editado por Aris Fioretos, Suhrkamp, Berlín, 2011, ISBN 978-3-518-42189-5
  - Band IV: Prosa und Übertragungen. Editado por Aris Fioretos. Suhrkamp, Berlín, 2010, ISBN 978-3-518-42190-1
- Gedichte. Editado por G. H. H., hochroth Verlag, Berlín 2010, ISBN 978-3-942161-02-2